# Desireless
Клоди́ Фритш-Мантро́ (фр. Claudie Fritsch-Mentrop; известная под сценическим псевдонимом Desireless; род. 25 декабря 1952, Париж, Франция) — французская певица.
Между 1986 и 1988 её главный хит Voyage Voyage занимал первые места в европейских и азиатских чартах и был продан более чем пятимиллионным тиражом.

## Биография
Рождённая в Париже, она выросла в Ле-Трепорт, департамент Приморская Сена, и в начале 1970-х стала модельером. Втянутая в музыкальные круги своими друзьями, она начала петь с различными джазовыми, нью-вейв и R&B группами с начала 1980-х годов. В 1983 году она встретила Жан-Мишеля Рива, композитора и музыкального продюсера, который уже сделал себе имя, работая с Джо Дассеном, Мишелем Делпешем, Франс Галль, Патриком Жюве и др. В 1986 году Рива написал «Voyage, Voyage», песню, которая возглавила чарты во многих европейских странах и достигла 5-й строчки UK Singles Chart — достижение для франкоязычной песни, хотя это был ремикс оригинальной композиции, занявшей 53-е место в Великобритании.
Внешность певицы, вкупе с причёской а-ля дикобраз, сделали её одним из наиболее колоритных персонажей, украсивших европейскую поп-сцену, в то время как её псевдоним — Desireless («не имеющая желаний») — был, по сообщениям,[уточнить] вдохновлён путешествием в Индию и её последующим интересом к философии принятия и внутреннего спокойствия. Она выпустила свой первый альбом, «François», в 1990 году с открывающей композицией «Qui Sommes-Nous?» ставшей её третьим и последним хитом (вторым был «John» в 1988 году). Затем она решила сделать перерыв и родила дочь Лили. Второй альбом Desireless «I Love You» вышел в 1994 году. В этот раз она выступила соавтором всех композиций. В 1995 году артистка переехала в сельскую местность со своим бой-френдом и дочерью. Оба её альбома были перевыпущены на CD в конце 1990-x c дополнительными бонус-треками. Desireless начала новое тысячелетие серией акустических концертов во Франции и начала работу над третьим альбомом, который включал песни из этого тура.
Вместе с Фабьеном Скарлакенсом и Эмили Рой (Мими) работала над шоу в стиле электро-дэнс «La vie est belle», премьера которого состоялась в Эстонии. В сопровождении к шоу выпущен одноимённый мини-альбом, содержащий 5 композиций.
В марте 2007 года вышел двойной альбом «More Love & Good Vibrations», на котором собраны песни, записанные вместе с Фабьеном и Мими, а также акустические композиции. С гитаристом Миком Жидоном (псевдоним — Mic-Eco) в конце 2007 года вышел совместный альбом «Le petit bisou».
Параллельно выступлениям с Миком, Мантро участвовала в турне «RFM Party 80» вплоть до конца 2009 года. В 2010 году вышел клип «Tes voyages me voyagent» — совместная работа Мантро и бельгийского музыканта Алека Мансьона (ex-Leopold Nord & Vous).
В 2014 году певица вместе с сыном выступила на фестивале «Белые ночи» в Перми , «Легенды Ретро FM» в Вологде.
С 2012 года сотрудничает с музыкантом из Франции Антуаном Орешем, творческий псевдоним — Operation of the Sun. Совместно выпустили четыре диска CD и DVD-формата. На CD 2014 года «Un seul peuple» («Единый народ») звучит композиция «L’or du Rhin» в русскоязычном варианте. Автор слов и исполнитель «Золота Альп» — песенный переводчик из Реутова Елена Фрог (Elena Thefrog).

## Дискография

### Альбомы
- François (1989) #29 во Франции
- I love you (1994)
- Ses plus grands succès (2003)
- Un brin de paille (2004)
- More love and good vibrations (2007)
- Le Petit Bisou (2008)
- L'Oeuf Du Dracon[4] (2013)  Вместе с "Operation of the Sun".
- Noun[5] (2014) Вместе с "Operation of the Sun".
- Un Seul Peuple[6] (2014) Вместе с "Operation of the Sun".
- Guillaume[7] (2015) Вместе с "Operation of the Sun".

### Синглы
С альбома François:
- 1986/87: «Voyage, Voyage» (№ 2 во Франции, № 1 в Германии, № 1 в Австрии, № 1 в Бельгии, № 1 Дании, № 1 в Испании, № 1 в Греции, № 1 в Израиле, № 26 в Италии, № 1 в Ливане, № 1 в Норвегии, № 11 в Голландии, № 53 в Великобритании 1987 года и № 5 1988 года, № 11 в Швеции, № 4 в Швейцарии, № 1 в Таиланде, № 1 в Югославии)
- 1988: «John» (№ 5 во Франции, № 37 в Германии, № 92 в Великобритании)
- 1989: «Qui sommes-nous ?» (№ 88 в Германии)
- 1990: «Elle est comme les étoiles»
- 1990: «Hari Ôm Ramakrishna»[8] (Только в Японии)

С I love you :
- 1994: «Il dort»
- 1994: «I love you»

С Un brin de paille :
- 2004: «La vie est belle»

2011: L'Expérience Humaine

## Комментарии
1. ↑  «Франглийская» словесная конструкция, по-французски произносится, как «Дезирлес» [deziʁˈlɛs] — «Лишенная желаний»